# Emmanuel del Real

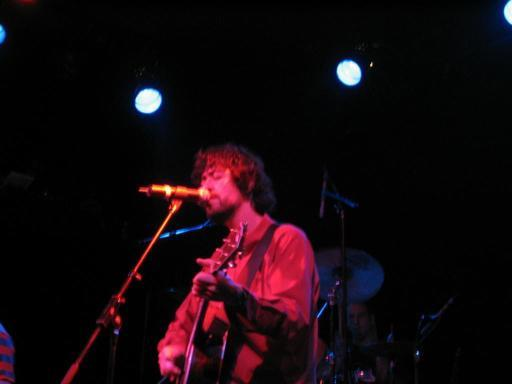
Emmanuel del Real.

Emmanuel del Real Díaz, también conocido como Meme (Naucalpan, Estado de México; 22 de marzo de 1969) es un tecladista, cantante, guitarrista, y productor mexicano, miembro actual del grupo rock alternativo Café Tacvba. Se unió a la banda desde que tomó su nombre actual, reemplazando a Roberto Silva.
A lo largo de su trayectoria se ha desempeñado como compositor, productor y arreglista tanto de Café Tacvba como de otros varios artistas y agrupación de diversos géneros musicales a lo largo de todo el continente como Natalia Lafourcade, Julieta Venegas, Austin TV, Los Tres, Los Bunkers, entre otros, además de compositor de bandas sonoras para películas y comerciales, siendo uno de los músicos contemporáneos más importantes e influyentes del panoráma iberoamericano.
A su vez, es responsable de varios de los éxitos de Café Tacvba, al ser compositor de temas como Eres, La Ingrata, El Baile y el Salón, Quiero ver, Aviéntame, El Espacio, etc.

## Biografía
Nació el 22 de marzo de 1969 en Echegaray, Naucalpan, México. Hijo de Verónica Díaz y Manuel Del Real, exintegrante del legendario conjunto mexicano "Pepe González", Meme proviene de una familia musical, siendo el mayor de cuatro hermanos.

## Carrera musical

### Café Tacvba
Tecladista del grupo, se ocupaba además de la caja de ritmos, ya que en un inicio la banda no contaba con baterista. También se encarga de los coros, y desde la salida del segundo material de la banda, Re, en 1994, comenzó a ser el cantante principal en algunos cortes del disco, como "El Borrego" o "Pez" (aunque en los inicios a veces cantaba la canción "La Bonita y El Flaco" en vivo), cambiando en estas canciones momentáneamente de instrumento, del teclado a la guitarra.
Cuando apareció Avalancha de éxitos, una vez más volvió a tomar la guitarra durante otros temas, como "No Controles", y a partir de aquí comenzó su aprendizaje en la jarana, instrumento al que recurriría una infinidad de veces en el futuro. Ha escrito grandes temas de un enorme éxito comercial para la banda como "La Ingrata", "Las Flores", "Aviéntame", "Eres", "Quiero Ver" y "El Mundo en que Nací".

### Otros trabajos
Es conocido en la escena electrónica mexicana como "DJ Angustias", siendo parte actualmente de Noiselab Collective, con el que lanzó los temas "Las 12:00 am" y "Así Es" además de haber colaborado el año 2005 en la banda sonora de la película chilena En la cama, con la canción "Aunque sea".
También se ha desempeñado como productor de diversos artistas de la escena mexicana entre los que se encuentran: Julieta Venegas, Natalia Lafourcade, Ely Guerra, Liquits, Austin TV, Pepe Aguilar y Los Bunkers (de Chile), entre otros.
A mediados de 2006, Emmanuel del Real produjo y colaboró en el disco Hágalo usted mismo de la banda chilena Los Tres. Además, a finales del mismo año, colaboró con la banda sonora de la película Fuera del cielo, del cual se desprendió el sencillo "16 de febrero", en el cual comparte créditos como cantante con Chetes. Fuera del cielo fue su primer largometraje como compositor de una banda sonora original para cine.
Una de sus más recientes contribuciones musicales fue en el disco 'Alebrije', del guitarrista y productor Alejandro Marcovich, como instrumentista y cantante en el tema El viaje.

## Discografía

### ConCafé Tacvba
- 1992: Café Tacvba
- 1994: Re
- 1996: Avalancha de éxitos
- 1999: Revés/Yo soy
- 2002: Vale Callampa
- 2003: Cuatro caminos
- 2007: Sino
- 2012: El objeto antes llamado disco
- 2017: Jei Beibi
- 2019: Un segundo MTV Unplugged

### Como productor
- 1999: Revés/Yo soy (de Café Tacvba) Co-productor
- 2000: Bueninvento (de Julieta Venegas) Co-productor
- 2003: Cuatro Caminos" (de Café Tacvba) Coproductor
- 2004: Sweet & Sour, Hot y Spicy (de Ely Guerra) Co-productor
- 2004: Jardín (de Liquits) Co-productor
- 2004: Álvaro Henríquez (de Álvaro Henríquez) Co-productor
- 2005: Casa (de Natalia Lafourcade) Co-productor
- 2006: Hágalo usted mismo (de Los Tres) Co-productor
- 2006: Bengala (de Bengala) Co-productor
- 2007: Fontana bella (de Austin TV) Productor
- 2009: Hu Hu Hu (de Natalia Lafourcade) Co-productor
- 2009: Yo nunca vi televisión - Tributo a 31 minutos Co-productor
- 2010: Música libre (de Los Bunkers) Productor
- 2011: Caballeros del albedrío (de Austin TV) Productor
- 2012: Chica Disco (de Napoleón Solo) Productor
- 2012: Mujer Divina - Homenaje a Agustín Lara (de Natalia Lafourcade) Co-productor
- 2012: Sigue (de Bengala) Productor
- 2013: La velocidad de la luz (de Los Bunkers) Co-productor
- 2014: Cuervos (de Furland) Co-productor
- 2014: MTV Unplugged (de Pepe Aguilar) Productor
- 2023: Sólo D’Lira (de Molotov) Productor
- 2024: Los Bunkers MTV Unplugged (de Los Bunkers) Productor